# Still Loving You (компилация на „Скорпиънс“)
 Тази статия е за компилацията.  За песента вижте Still Loving You (песен на „Скорпиънс“).  
Still Loving You е официална компилация на германската рок група „Скорпиънс“, издадена на 17 март 1992 г. от „И Ем Ай“ само в Европа и Азия. Тя съдържа ремиксирани версии на девет от най-популярните и влиятелни „мощни“ рок балади на групата от 70-те и 80-те години на 20-и век, взети от албумите между Taken by Force (1977) и Savage Amusement (1989). Ремисирането на песните, е извършено от Еврин Муспер в Хилверсум, Нидерландия. 
Останалите две песни са оригиналната версия на най-успешния и най-продаван сингъл на „Скорпиънс“ - Wind of Change от албума Crazy World (1990) и неиздаваната преди това Living for Tomorrow, написана по време на записите на Savage Amusement и записана на живо на концерт в Ленинград на 26 април 1988 г., по време на световното концертно турне Savage Amusement Tour (1988-1989).
След като излиза на пазара, изданието постига много добри позиции в няколко страни от континентална Европа, като първо място в Португалия, второ във Финландия и четвърто във Франция. Продажбите на компилацията са достатъчни, няколко организации да я сертифицират като „златна“ и „платинена“, сред които Федералната асоциация на музикалната индустрия, която издава „златен“ сертификат за продажба на повече от 250 000 копия в Германия. За популяризиране на албума, песните Living for Tomorrow и Still Loving You са издадени като сингли, но само последната влиза в някои европейски музикални класации.

## Описание
През ноември 1990 г. излиза студийният албум Crazy World, който е първият албум на групата, издаден ексклузивно от „Полиграм“, след като до 1989 г. „И Ем Ай Рекърдс“ е дистрибутор на „Скорпиънс“ за целия свят. Тази единадесета продукция постига голям търговски успех и до края на 1991 г. получава „златни“, „платинени“ или двойно „платинени“ сертификати в Германия, Белгия, Канада, Съединените американски щати, Франция и Италия, наред с други страни. До февруари 1992 г. продажбите на Crazy World надхвърлят шест милиона копия в света. Wind of Change и Send Me an Angel, два от петте издадени сингъла, също постигат значителен търговски успех и по-специално Wind of Change, който влиза в музикалните класации на 78 страни, в много от тях достига до първите места и до октомври 1991 г. са продадени около два милиона и половина копия от него.
Във врзъка с това постижение, „И Ем Ай“ компилира девет „мощни“ рок балади, взети от студийните албуми Taken by Force (1977), Lovedrive (1979), Animal Magnetism (1980), Blackout (1982), Love at First Sting (1984) и Savage Amusement (1988). Те са ремиксирани от звуковия инженер Ервин Муспер в Хилверсум, Нидерландия, който вече е работи със „Скорпиънс“ върху Crazy World. Останалите две песни са оригиналната версия на Wind of Change и неиздаваната досега Living for Tomorrow. Последната е написана от Клаус Майне и Рудолф Шенкер по време на записните сесии на Savage Amusement и е изпълнен на живо на техните концерти в Ленинград, Съветския съюз през април 1988 г., като част от турнето Savage Amusement Tour. Избраната версия е от 26 април и е записана с мобилното студио на бившия им продуцент Дитер Диркс.

## Издаване и представяне
Still Loving You е издадена в няколко страни в Европа и Азия на 17 март 1992 г. от звукозаписните компании „И Ем Ай Електрола“ и „Харвест Рекърдс“ - и двете дъщерни фирми на „И Ем Ай“. Звукозаписната компания инвестира голяма сума пари, за да рекламира компилацията с телевизионни реклами в различни европейски страни и по „Ем Ти Ви“ в Европа. Само в Германия инвестицията е 303 000 долара и включва реклама за телевизия, радио и печатни медии, чиито реклами са създадени от Дитер Диркс.
След издаването си, Still Loving You заема много добри позиции в музикалните класации на няколко европейски страни. В националата класация на Португалия, разработена от Португалската фонографска асоциация, компилацията достига №1 на 30 май 1992 г. и месец по-късно отново заема същата позиция за седмицата на 27 юни. По-късно Португалската фонографска асоциация му присъжда платиненен сертификат за повече от 40 000 продадени копия в тази страна. Във Финландия тя достига №2 и през 1994 г. и музикалните продуценти я сертифицират като „платинена“. По същия начин организацията оценява продажбите на 57 042 бройки в средата на 00-те години на 20-и век. Във Франция Still Loving You се класира под №4 в националното преброяване и Националеният синдикат на фонографските издателства ѝ присъжда златен статус, представляващ 100 000 продадени копия.
Също така успява да влезе сред десетте най-продавани в Белгия и Нидерландия; и влиза в класациите на Германия, Австрия, Норвегия, Швеция и Швейцария. На 25 април 1992 г. дебютира в европейските „Топ 100 Албуми“ на общоевропейското списание „Мюзик енд Медия“ и за седмицата от 30 май достига №16 като най-висока позиция. Тогавашната Асоциация на звукозаписната индустрия на Малайзия му издава троен платинен сертификат за надхвърляне на 75 000 копия, продадени в Малайзия.
Две от песните са издадени като сингли през 1992 г.: Still Loving You и Living for Tomorrow. От двете, Still Loving You успява да влезе в музикалните класации в някои страни и достига №87 в Германия, №19 във Финландия и №3 в Португалия.

## Коментари на критиците
Still Loving You получава предимно положителни отзиви от специализираната преса. Германското списание „Браво“ го обявява за компактдиск на седмицата за 22 април 1992 г., подчертавайки песните When the Smoke Is Going Down и Living for Tomorrow. Освен това той му дава оценка „гигантски“. От своя страна, уебсайтът „Олмюзик“ го оценява с две и половина звезди от пет възможни. Джанет Граймс в книгата „Си Ди Ревю Дайджест“ от 1992 г. рецензира, че това е „най-добрата колекция от балади на групата“.

## Списък с песните
1. Believe in Love - 5:20 (от албума Savage Amusement)
2. Still Loving You - 6:08 (от албума Love at First Sting)
3. Walking on the Edge - 5:05 (от албума албума Savage Amusement)
4. Born to Touch Your Feelings - 7:07 (от албума албума Taken by Force)
5. Lady Starlight - 6:24 (от албума Animal Magnetism)
6. Wind of Change - 5:10 (от албума Crazy World)
7. Is There Anybody There? - 4:16 (от албума Lovedrive)
8. Always Somewhere - 4:55 (от албума Lovedrive)
9. Holiday - 6:31 (от албума Lovedrive)
10. When the Smoke Is Going Down - 3:51 (от албума Blackout)
11. Living for Tomorrow - 7:14 (преди това не издавана, записана на живо в Ленинград на 26 април 1988 г., по-късно е включена в Live Bites)

## Състав
| - Клаус Майне - вокали - Рудолф Шенкер - ритъм китара, основна китара, акустична китара и слайд китара - Матиас Ябс - основна китара и ритъм китара - Херман Раребел - барабани - Франсис Буххолц - бас - Майкъл Шенкер - акустична китара на Holiday - Улрих Джон Рот - основна китара на Born to Touch Your Feelings Източник на информацията: Обложката на Still Loving You. | - Дитер Диркс - продукция - Кийт Олсън и „Скорпиънс“ - продукция на Wind of Change - Ервин Муспер - ремиксиране |

## Позиция в класациите
| Класация                             | Най-висока позиция | Източник |         |
| 1992 г.                              | 1992 г.            | 1992 г.  | 1992 г. |
| ------------------------------------ | ------------------ | -------- | ------- |
| Австрия                              | 32                 | [ 22 ]   |         |
| Белгия                               | 7                  | [ 14 ]   |         |
| Германия                             | 18                 | [ 21 ]   |         |
| Европа („Европейски Топ 100 Албуми“) | 16                 | [ 27 ]   |         |
| Италия                               | 15                 | [ 34 ]   |         |
| Нидерландия („Топ 100 Албуми“)       | 16                 | [ 35 ]   |         |
| Нидерландия („Топ 40“)               | 10                 | [ 14 ]   |         |
| Норвегия                             | 4                  | [ 23 ]   |         |
| Португалия                           | 1                  | [ 14 ]   |         |
| Финландия                            | 2                  | [ 17 ]   |         |
| Франция                              | 4                  | [ 19 ]   |         |
| Швеция                               | 30                 | [ 24 ]   |         |
| Швейцария                            | 24                 | [ 25 ]   |         |
| 1997 г.                              |                    |          |         |
| Белгия                               | 32                 | [ 36 ]   |         |

| Класация                             | Най-висока позиция | Източник |         |
| 1992 г.                              | 1992 г.            | 1992 г.  | 1992 г. |
| ------------------------------------ | ------------------ | -------- | ------- |
| Германия                             | 76                 | [ 37 ]   |         |
| Европа („Европейски Топ 100 Албуми“) | 69                 | [ 38 ]   |         |
| Италия                               | 70                 | [ 39 ]   |         |

### Седмични класации сингли
| Сингъл           | Класация   | Най-висока позиция | Източник |
| 1992 г.          | 1992 г.    | 1992 г.            | 1992 г.  |
| ---------------- | ---------- | ------------------ | -------- |
| Still Loving You | Германия   | 87                 | [ 30 ]   |
| Still Loving You | Португалия | 3                  | [ 14 ]   |
| Still Loving You | Финландия  | 19                 | [ 17 ]   |

## Сертификати
| Държава    | Сертифициращ орган                                            | Сертификат  | Сертифицирани продажби | Източник |
| ---------- | ------------------------------------------------------------- | ----------- | ---------------------- | -------- |
| Германия   | Федерална асоциация на музикалната индустрия                  | Златен      | 250 000                | [ 16 ]   |
| Италия     | Федерация на италианската музикална индустрия                 | Златен      | 100 000                | [ 16 ]   |
| Малайзия   | Асоциация на звукозаписната индустрия на Малайзия             | 3x Платинен | 75 000                 | [ 16 ]   |
| Португалия | Португалска фонографска асоциация                             | Платинен    | 40 000                 | [ 16 ]   |
| Финландия  | Музикални продуценти                                          | Платинен    | 50 000                 | [ 18 ]   |
| Франция    | Националения синдикат на фонографските издателства            | Златен      | 100 000                | [ 20 ]   |
| Швейцария  | Международна федерация на фонографската индустрия - Швейцария | Златен      | 25 000                 | [ 16 ]   |

## Цитати
1. ↑  Brasseler, Jana-Sophie. Sie kamen mit Gitarren, nicht mit Panzern. Wie die Band Scorpions die Hymne zum Mauerfall schrieb. //   www.abendblatt.de, 2009-10-02. Посетен на 2020-03-02. (на немски)
2. ↑  Müller, Peter. Die Scorpions kommen zum letzten Mal nach Berlin //  Kultur.   www.morgenpost.de, 2010-01-24. Посетен на 2020-03-02. (на немски)
3. ↑  HALBERSBERG, ELIANNE. Scorpions Living In `Crazy World' //  Talent.   Billboard, 1990-12-01. Посетен на 2023-06-08. (на английски)
4. ↑  1991 - The Years of the Scorpions //   Music and Media. p. Последната страница. Посетен на 2023-06-08. (на английски)
5. ↑  GERMAN HEAVY METAL ACTS RECEIVING MORE LIGHTWEIGHT SUPPORT WORLDWIDE (PDF) //  Artists & Music.   Billboard, 1992-02-29. Посетен на 2023-06-08. (на английски)
6. ↑  Brasseler, Jana-Sophie. Scorpions: Wind of Change //   abendblatt.de, 2009-10-02. Посетен на 2023-06-08. (на немски)
7. ↑  Bakker, Machgiel. Strong Winds Change UK Radio's Look At Scorpions Single (PDF) //   Music and Media, 1991-10-19. p. 5. Посетен на 2023-06-08. (на английски)
8. 1 2  Scorpions – Still Loving You //  Scorpions.   discogs.com, 2023-06-08. Посетен на 2023-06-08. (на английски)
9. ↑  Scorpions – Crazy World //  Scorpions – Crazy World.   discogs.com. Посетен на 2023-06-08. Label: Mercury – 846 908-2 (на английски)
10. ↑  Guillaume, Gaguet. Scorpions L'intégrale en 367 piqûres.   Francés, Camion Blanc, 2020. ISBN 9782378481902.
11. ↑  Scorpions – Living For Tomorrow //  Scorpions.   discogs.com, 2023-06-08. (на английски)
12. ↑  ALBUM DETAILS Still Loving You //  Discography.   the-scorpions.com. Посетен на 2020-03-02. (на английски)
13. ↑  Bakker, Machgiel. MARKETING THE MUSIC (PDF) //   Music and Media, 1992-05-02. p. 36. Посетен на 2023-06-08. (на английски)
14. 1 2 3 4 5 6 7  TOP 10 SALES IN EUROPE (PDF) //   Music and Media, 1992-05-30. p. 31. Посетен на 2023-06-08. (на английски)
15. ↑  TOP 10 SALES IN EUROPE (PDF) //   Music and Media, 1992-06-27. p. 22. Посетен на 2023-06-08. (на английски)
16. 1 2 3 4 5 6 7  Presented to Klaus Meine for outstanding achievements //   specials.dw.  Архивиран от оригинала на 2022-11-15. Посетен на 2023-06-08. (на английски)
17. 1 2 3 4  Pennanen 2021, с. 229.
18. 1 2 3  Hakutulokset //  Ulkomaiset kulta- ja platinalevyt.   ifpi.fi. Посетен на 2020-03-02.
19. 1 2  Le Détail des Albums de chaque Artiste //   infodisc.fr. Посетен на 2023-06-08. Вие трябва да изберете SCORPIONS от падащото меню (на френски)
20. 1 2  Les Certifications depuis 1973 //   infodisc.fr. Посетен на 2023-06-08. Вие трябва да изберете SCORPIONS от падащото меню (на френски)
21. 1 2  Scorpions Still Loving You Album //   offiziellecharts.de. Посетен на 2023-06-08. (на немски)
22. 1 2  Scorpions - Still Loving You //   austriancharts.at. Посетен на 2023-06-08. (на английски)
23. 1 2  SCORPIONS - STILL LOVING YOU (ALBUM) //   norwegiancharts.com. Посетен на 2023-06-08. (на английски)
24. 1 2  SCORPIONS - STILL LOVING YOU (ALBUM) //   swedishcharts.com. Посетен на 2023-06-08. (на английски)
25. 1 2  Scorpions – Still Loving You //   hitparade.ch. Посетен на 2023-06-08. (на английски)
26. ↑  European Top 100 Albums (PDF) //   Music and Media, 1992-04-25. p. 25. Посетен на 2023-06-08. (на английски)
27. 1 2  European Top 100 Albums (PDF) //   Music and Media, 1992-05-30. p. 33. Посетен на 2023-06-08. (на английски)
28. ↑  Scorpions – Living For Tomorrow //  Scorpions.   discogs.com. Посетен на 2023-06-08. Released:	1992 (на английски)
29. ↑  Scorpions – Still Loving You (Remix) //  Scorpions.   discogs.com. Посетен на 2023-06-08. Released: 1992 (на английски)
30. 1 2  Scorpions Still Loving You Single //   offiziellecharts.de. Посетен на 2023-06-08. (на английски)
31. 1 2  Riemann, Hannsjörg. CD DER WOCHE (PDF) //  Platten - News.   Bravo, 1992-04-22.  Архивиран от оригинала на 2023-05-06. Посетен на 2023-06-09. (на немски)
32. 1 2  Scorpions, Still Loving You //  Scorpions.   allmusic.com. Посетен на 2023-06-09. (на английски)
33. ↑  Grimes 1992, с. 480.
34. ↑  STILL LOVING YOU: MORE GOLD BALLADS //  Discography.   rockdetector.com.  Архивиран от оригинала на 2007-01-31. Посетен на 2023-06-09. (на английски)
35. ↑  Scorpions - Still Loving You //   dutchcharts.nl. Посетен на 2023-06-09. (на английски)
36. ↑  Scorpions – Still Loving You //   ultratop.be. Посетен на 2023-06-09. (на английски)
37. ↑  Top 100 Album-Jahrescharts //  Offizielle Deutsche Charts.   offiziellecharts.de. Посетен на 2023-06-09. (на немски)
38. ↑  EUROCHART TOP 100 ALBUMS (PDF) //  1992 YEAR-END SALES CHARTS.   Music and Media, 1992-12-19. p. 17. Посетен на 2023-06-09. (на английски)
39. ↑  Gli album più venduti del 1992 //   hitparadeitalia.it. Посетен на 2023-06-09. (на италиански)